# Ricard Terré i Marcellés
Ricard Terré Marcellés (Sant Boi de Llobregat, Baix Llobregat, 5 de juliol de 1928 - Vigo, Pontevedra, 29 d'octubre de 2009) fou un fotògraf català. El seu treball està influenciat pel fotògrafs estrangers com Robert Frank, William Klein, Henri Cartier-Bresson o W. Eugene Smith. El 2008 va rebre el premi Bartolomé Ros a la seva trajectòria professional a PHotoEspaña, i el 2009 el Premi Especial Ciutat de Sant Boi, concedit pel mateix motiu.
L'any 2010, la Biennal de Fotografia Xavier Miserachs de Palafrugell va estar dedicada al fotògraf.

## Biografia
El seu pare, Artur Terré i Tornamira, era el director de la fàbrica de filats Can Massallera, a Sant Boi de Llobregat, l'única fàbrica catalana que durant la guerra no va interrompre la seva producció, gràcies a l'habilitat que tenia Terré pare per a resoldre els problemes que provocava l'escassetat de matèries primeres. Per al nen Ricard, el taller mecànic va ser com la seva segona casa, i va heretar del seu pare la curiositat pel funcionament de les màquines i la comprensió profunda del món com un sistema de causes i efectes. La seva afició per la mecànica el va dur a fabricar-se als quinze anys una càmera fotogràfica, i un parell d'anys després, l'ampliadora. Quan sortia d'excursió amb els amics duia una Pathé i una Kodak Retina per enregistrar els moments més divertits i els instants èpics de les ascensions.
Va estudiar a l'Escola d'Alts Estudis Mercantils de Barcelona. Va començar en el món de l'art com a pintor i caricaturista, i a practicar la fotografia l'any 1955. En aquell moment va entrar en contacte amb membres de l'Agrupació Fotogràfica de Catalunya, de la qual va ser soci i col·laborador actiu fins a l'any 1959; allà va coincidir amb Xavier Miserachs i Ramon Masats, amb els quals va mostrar la seva obra per primera vegada el 1957 a l'exposició Terré-Miserachs-Masats. El 1958 s'integra en el grup AFAL (Agrupació Fotogràfica d'Almeria), i més tard va passar a formar part del seu comitè directiu i a participar en les seves activitats.
El 1970 va abandonar la fotografia fins al 1982, any en què va tornar a l'activitat fotogràfica, participant en diferents exposicions individuals i col·lectives tant a l'estat com a l'estranger. Entre 1997 i 2004 va ser corresponsal de l'agència Vu de París.
Després d'una llarga malaltia morí a Vigo el 29 d'octubre del 2009, on residia des de 1959 per motius familiars.

## Estil
Terré va ser un dels fotògrafs catalans (juntament amb Francesc Català Roca, Ramon Masats, Xavier Miserachs, Oriol Maspons, Joan Colom, Leopoldo Pomés, Colita, Eugeni Forcano, Francesc Esteve o Josep Buil) que durant els anys 50 i 60 van fusionar les tendències, estèticament i conceptualment antagòniques, de les avantguardes de les primeres dècades del segle xx, que duien a terme la revolució artística, amb el documentalisme posterior a la guerra civil espanyola, que trencava amb la visió franquista, contribuint així a la modernització del llenguatge fotogràfic.
La forma creativa de Terré, però, era més propera a la poesia que a la crònica. El seu estil està caracteritzat pel gra gruixut de les pel·lícules, els desenfocaments i els moguts, l'alt contrast a les còpies, els formats lliures, els enquadraments arriscats i la proximitat amb allò que fotografia, fent-ho amb una mirada irònica. Estava més interessat en el missatge a transmetre que no pas en la forma, i buscava una visió humana en les seves fotografies a través de sentiments.

## Exposicions
Individuals
- 1997: als Rencontres Internationales de la Photographie d'Arles[12]
- 1999: al Museu Nacional d'Art de Catalunya, Barcelona[12]
- 2006: al Palau Robert, Barcelona
- 2007: Imágenes abandonadas y exvotos, a la Galeria Vu, París[12]

Col·lectives
- 1957: Terré-Miserachs-Masats, amb Xavier Miserachs i Ramon Masats[5]
- 1958: exposició col·lectiva sobre nova fotografia espanyola a París[6]
- 2007: exposició col·lectiva al festival de fotografia Fotofestiwal, Łódź (Polònia)[12]

Retrospectives
- 2011: Negra ombra que enlluernes, Galeria Valid Foto, Barcelona[13]
- 2011: Ricard Terré. Obres Mestres, Fundación Barrié de la Maza Vigo[14][13]
- 2013: Les fotografies del jove Ricard Terré (1955-1959), a l'Agrupació Fotogràfica de Catalunya, Barcelona[8]
- 2013: Ricard Terré. Obras maestras, a PHotoEspaña, Saragossa[9]
- 2018: Terré, Canal de Isabel II, Comunitat de Madrid.